# Ouzouer-des-Champs
Ouzouer-des-Champs ist eine französische Gemeinde mit 279 Einwohnern (Stand: 1. Januar 2022) im Département Loiret in der Region Centre-Val de Loire. Sie ist Teil des Kantons Lorris im Arrondissement Montargis. Die Einwohner werden Oratoriens genannt.

## Geographie
Ouzouer-des-Champs liegt etwa 50 Kilometer östlich von Orléans am Canal d’Orléans. Umgeben wird Ouzouer-des-Champs von den Nachbargemeinden Saint-Hilaire-sur-Puiseaux im Norden, Solterre im Nordosten, Pressigny-les-Pins im Osten, Nogent-sur-Vernisson im Süden und Südosten sowie Varennes-Changy im Westen und Südwesten.

## Bevölkerungsentwicklung
| 1962                       | 1968 | 1975 | 1982 | 1990 | 1999 | 2006 | 2018 |
| -------------------------- | ---- | ---- | ---- | ---- | ---- | ---- | ---- |
| 191                        | 157  | 166  | 235  | 217  | 275  | 390  | 255  |
| Quellen: Cassini und INSEE |      |      |      |      |      |      |      |

## Sehenswürdigkeiten
- Kirche Saint-Martin

## Persönlichkeiten
- Achille Zavatta (1915–1993), Clown und Zirkusdirektor